# Гай Манлій Вульсон
Гай Манлій Вульсон (лат. Gaius Manlius Vulso; V—IV століття до н. е.) — політичний, державний та військовий діяч Римської республіки, військовий трибун з консульською владою (консулярний трибун) 379 року до н. е.

## Біографічні відомості
Походив з відомого патриціанського роду Манліїв.
379 року до н. е. його було обрано разом з сімома діячами військовими трибунами з консульською владою. Родич Гая Манлія Публій Манлій Капітолін за сприяння третього патриція цієї трибунської каденції без традиційного жереба призначив себе і родича керувати військами у почесному протистоянні проти вольсків, однак воювали вони невдало, через свою безтурботність потрапили у засідку вольсків і були ними розбиті. Сенат вирішив призначити диктатора, але вольски не стали розвивати свій успіх, тому Манліїв було відкликано до Риму.
З того часу про подальшу долю Гая Манлія Вульсона згадок немає.